# Troy Williams
Troy Williams (Hampton, 30 dicembre 1994) è un cestista statunitense, professionista in Europa.